# Getal van Taylor
Het getal van Taylor ({\displaystyle Ta}) is een dimensieloos getal dat de verhouding weergeeft tussen de viskeuze kracht en de centrifugale kracht.
{\displaystyle Ta={\left({2\omega L^{2} \over \nu }\right)^{2}}{{\sqrt {R}}{(\Delta R})^{3 \over 2}}{\omega  \over \nu }}
Daarin is:
{\displaystyle \nu } de kinematische viscositeit [m2s−1]
{\displaystyle \omega } de hoeksnelheid [rad s−1]
{\displaystyle L} de karakteristieke lengte [m]
{\displaystyle R} de hydraulische straal [m]
Het getal is genoemd naar Geoffrey Ingram Taylor (1886-1975).
Archimedes ·
Atwood ·
Bagnold ·
Bejan ·
Biot ·
Bond ·
Brinkman ·
capillair getal ·
Cauchy ·
Damköhler ·
Darcy ·
Dean ·
Deborah ·
Eckert ·
Ekman ·
Eötvös ·
Euler ·
Froude ·
Galilei ·
Graetz ·
Grashof ·
Görtler ·
Hagen ·
Iribarren ·
Keulegan-Carpenter ·
Knudsen ·
Laplace ·
Lewis ·
Mach ·
Marangoni ·
Morton ·
Nusselt ·
Ohnesorge ·
Péclet ·
Prandtl ·
Rayleigh ·
Reynolds ·
Richardson ·
Roshko ·
Rossby ·
Rouse ·
Schmidt ·
Sherwood ·
Shields ·
Stanton ·
Stokes ·
Strouhal ·
Stuart ·
Suratman ·
Taylor ·
Ursell ·
Weber ·
Weissenberg ·
Womersley